# 加列戈河

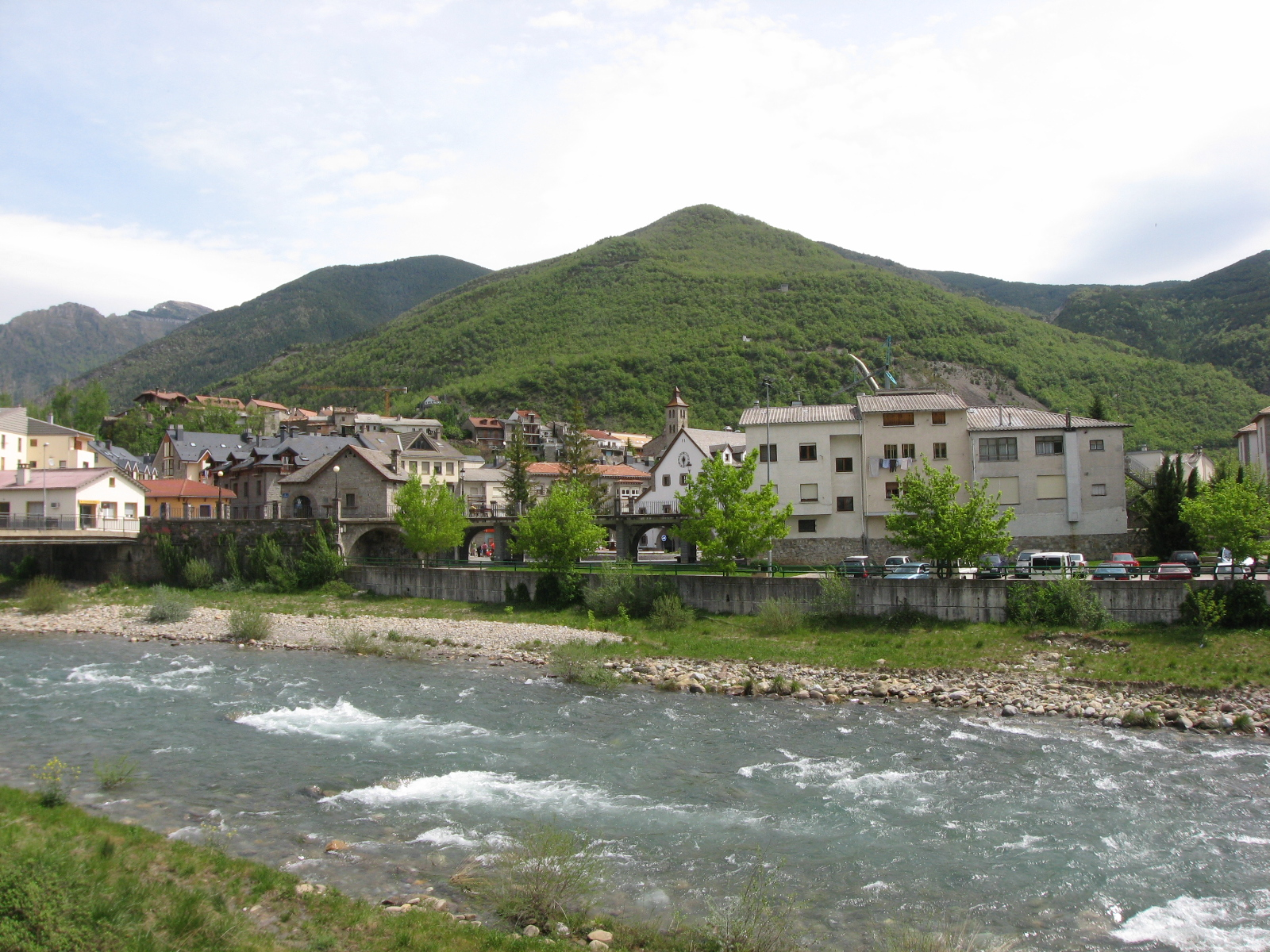
加列戈河

加列戈河（西班牙語：Río Gállego）是西班牙的河流，位於阿拉貢自治區，屬於埃布羅河的支流，河道全長193公里，流域面積4,009平方公里，平均流量每秒34.2立方米，發源自比利牛斯山。

## 外部連結
- Comarca Alto Gállego（页面存档备份，存于）
- Rafting on the Gállego（页面存档备份，存于）

42°37′42″N 00°19′16″E / 42.62833°N 0.32111°E